# Nycterosea angustata
Nycterosea angustata är en fjärilsart som beskrevs av Adrian Hardy Haworth 1809. Nycterosea angustata ingår i släktet Nycterosea och familjen mätare. Inga underarter finns listade i Catalogue of Life.